# Zeche Hermann (Essen)
Die Zeche Hermann in Essen-Heidhausen ist ein ehemaliges Steinkohlenbergwerk. Das Bergwerk war eine Kleinzeche, die in der Nachkriegszeit betrieben wurde. Besitzer war zunächst die Bergbau-Union GmbH, nach einiger Zeit übernahmen die Rudolf Damm Bergbaubetriebe das Bergwerk.

## Geschichte

### Herrmann
Im Jahr 1948 wurde die Bergbau-Union GmbH gegründet. Am 1. Juni desselben Jahres wurde die Zeche in Betrieb genommen. In dem Pachtfeld der Zeche Kaiserin Augusta wurden im oberflächennahen Bereich befindliche Restkohlen abgebaut. Das gepachtete Grubenfeld gehörte zur Zeche Vereinigte Pörtingsiepen. Es befand sich südlich des Baldeneysees. Im selben Jahr wurde an der Ludscheidstraße angefangen, einen tonnlägigen Schacht abzuteufen, außerdem wurde im Hespertal Stollenbau betrieben. Im Jahr 1950 wurde in den Flözen Kreftenscheer, Mausegatt, Finefrau und Finefrau Nebenbank und Geitling Steinkohle abgebaut. Die Flöze Finefrau und Finefrau Nebenbank befanden sich in einem Stollen, die Flöze Kreftenscheer, Mausegatt und Geitling in der Schachtabteilung. Im Jahr 1951 erreichte der tonnlägige Förderschacht eine flache Teufe von 70 Metern. Der Schacht war für eine flache Teufe von 300 Metern geplant. Im Jahr 1959 wurde die Schachtabteilung abgetrennt und in Zeche Ludscheid umbenannt. Am 31. Mai des Jahres 1964 wurde die Zeche Hermann stillgelegt und am 30. September desselben Jahres endete die knappschaftliche Versicherung.

### Ludscheid
Die Zeche Ludscheid in Essen-Heidhausen war ebenfalls eine Kleinzeche, die nach der Ausgliederung der Schachtabteilung der Zeche Hermann entstanden war. Besitzer dieser Kleinzeche war zunächst Rudolf Damm, ab dem 1. Januar des Jahres 1964 übernahm die Deutsch-Niederländische Brennstoff und Schifffahrts GmbH & Co KG die Zeche. Im Jahr 1959 wurde in der Nähe der Ludscheidstraße damit begonnen, einen eigenen Förderschacht für Ludscheid zu teufen. Im Jahr 1961 hatte der Förderschacht eine Teufe von 200 Metern erreicht. Im selben Jahr wurde mit der Förderung begonnen. Am 14. April des Jahres 1967 wurde die Zeche Ludscheid stillgelegt.

## Förderung und Belegschaft Hermann
Auf der Zeche Herrmann wurden Anthrazitkohlen gefördert. Die ersten bekannten Förder- und Belegschaftszahlen stammen aus dem Jahr 1948, damals waren 16 Bergleute auf dem Bergwerk beschäftigt, die eine Förderung von 1360 Tonnen Steinkohle erbrachten. Im Jahr 1950 stieg die Förderung auf 20.159 Tonnen Steinkohle, diese Förderung wurde von 94 Bergleuten erbracht. Die maximale Förderung wurde im Jahr 1952 erbracht. In diesem Jahr wurden mit 192 Beschäftigten eine Förderung von 40.590 Tonnen Steinkohle erbracht. Im Jahr 1955 wurden 29.727 Tonnen Steinkohle gefördert, diese Förderung wurde von 143 Bergleuten erbracht. Im Jahr 1956 wurden mit 129 Beschäftigten eine Förderung von 33.122 Tonnen Steinkohle erbracht. Danach sank die Förderung Jahr für Jahr kontinuierlich, zunächst im Jahr 1960 auf 27.428 Tonnen, diese Förderung wurde von 96 Bergleuten erbracht. Die letzten bekannten Förder- und Belegschaftszahlen des Bergwerks stammen aus dem Jahr 1963, in diesem Jahr wurden mit 70 Beschäftigten über 26.000 Tonnen Steinkohle gefördert.

## Förderung und Belegschaft Ludscheid
Die ersten bekannten Belegschaftszahlen stammen aus dem Jahr 1959, damals waren 18 Bergleute auf dem Bergwerk beschäftigt. Die ersten bekannten Förderzahlen stammen aus dem Jahr 1961, mit 123 Bergleuten wurde eine Förderung von 4926 Tonnen Steinkohle erbracht. Die maximale Förderung wurde im Jahr 1964 erbracht. Mit 230 Bergleuten wurden 100.174 Tonnen Steinkohle gefördert. Die letzten bekannten Förder- und Belegschaftszahlen des Bergwerks stammen aus dem Jahr 1965, in diesem Jahr wurden mit 64 Bergleuten 36.566 Tonnen Steinkohle gefördert.

## Was geblieben ist
Nach der Stilllegung wurde das Zechengelände geräumt und eingeebnet. Seit diesem Zeitpunkt liegt das Zechengelände brach und wird allmählich wieder von der Natur bewachsen. Einige Gebäudereste der ehemaligen Zeche Hermann sind auch heute noch erhalten. Außerdem ist die Lage des ehemaligen Stollens noch zu erkennen. Das ehemalige Steigerhaus befindet sich im Hespertal auf der gegenüberliegenden Straßenseite.